# Bernardo de Vera y Pintado
Bernardo de Vera y Pintado (Santa Fé, Argentina, 1780 — Santiago do Chile, 27 de agosto de 1827), foi um advogado e político chileno nascido na Argentina. É o autor da letra da primeira versão do hino nacional do Chile.